# Sul Brasil
Sul Brasil is een gemeente in de Braziliaanse deelstaat Santa Catarina. De gemeente telt 3.150 inwoners (schatting 2009).

## Aangrenzende gemeenten
De gemeente grenst aan Irati, Jardinópolis, Modelo, Pinhalzinho, Saltinho, Serra Alta en União do Oeste.